# Dongbok-myeon
Dongbok-myeon (koreanska: 동복면) är en socken i kommunen Hwasun-gun i provinsen Södra Jeolla i den södra delen av Sydkorea, 280 km söder om huvudstaden Seoul.